# Radio Republik Indonesia
Pour les articles homonymes, voir RRI.

Actual logo de RRI.

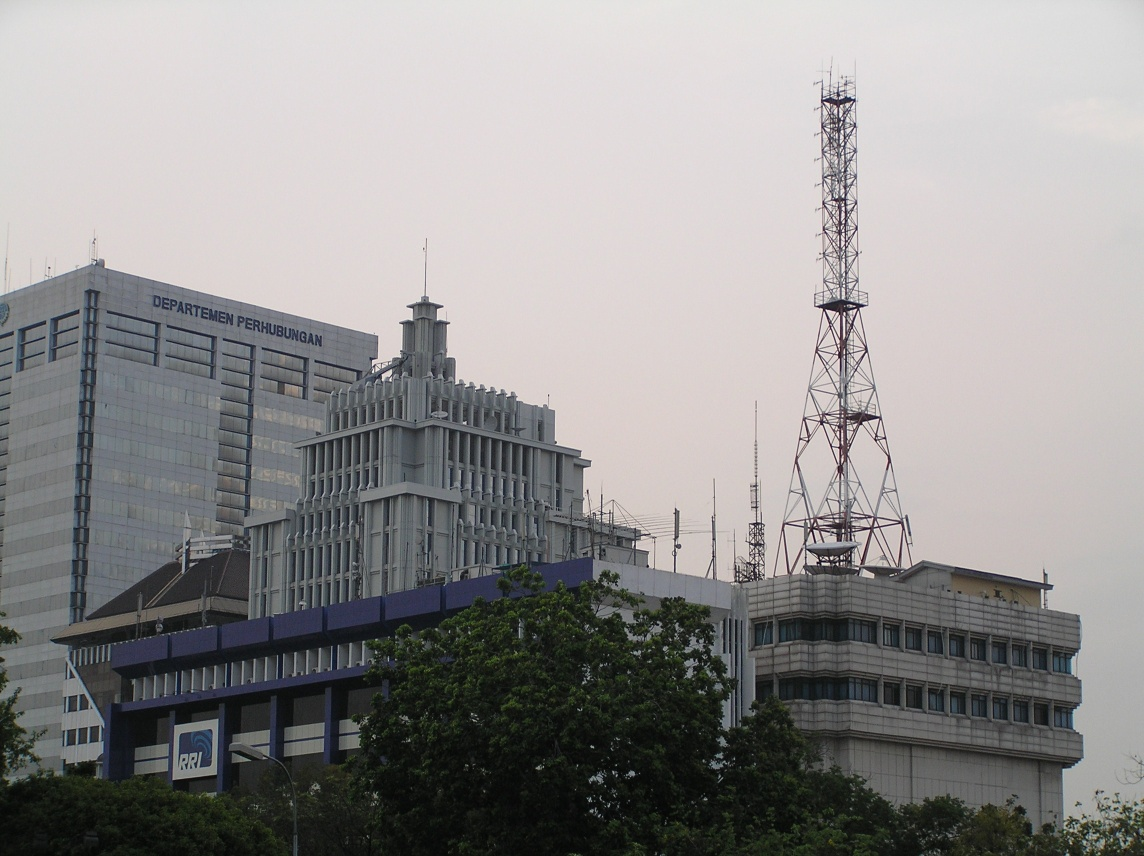
Le siège de la RRI à Jakarta

Radio Republik Indonesia (RRI) est, à la fois, le service public de radiodiffusion en Indonésie, et la station de radio d'État de ce pays. Cette radio nationale est diffusée dans tout l'archipel indonésien et à l'étranger, cette dernière diffusion étant assurée par une division de la RRI : la Voix de l'Indonésie. La RRI a été fondée le 11 septembre 1945. Son siège est situé dans le centre de Jakarta.  La RRI avait 4 services: Pro 1 (la radio en général), Pro 2 (musique et du divertissement radio), Pro 3 (radio nationale de l'information), et Pro 4 (radio culturelle). Son slogan est "Sekali di udara, tetap di udara" (« une fois dans les airs, toujours dans les airs »).